# 1930年型(1-K)37公厘戰防炮
1930年型(1-K)37公厘戰防炮（GRAU編號：52-P-162）為蘇聯第一款製造的反戰車炮。

## 開發歷史
蘇聯自1920年代俄國內戰結束以後，開始重建重工業以及軍備更新，同時進行反戰車炮的研發，但是由於缺乏研發經驗以及技術因此無法研製出符合性能的裝備，在研發遇上瓶頸之時與蘇聯與德國展開接觸。
德國在第一次世界大戰嘗到了坦克的威力，身受其害的德國在發展反戰車炮上也不遺餘力，在戰爭結束前就已經研發出18年型反戰車炮，但是因為凡爾賽條約中也禁止德國研發反戰車炮；雖然條約中禁止，但是萊茵金屬公司仍然私下進行新型戰防炮的研發，並在1926年生產出測試樣品，但是卻缺乏測試場地進行測試，不甘受到限制的德國與需要技術的蘇聯兩方一拍即合，雙方決定合作。
1929年，萊茵金屬為了與蘇聯連絡創立了一家人頭公司BYUTAST（技術工作與研究私人有限公司，俄文：общество с ограниченной ответственностью «Бюро для технических работ и изучений»），與蘇聯政府在1930年8月8日簽署秘密合作協議，1930年8月28日協議帶往柏林正式換約，德國人協助蘇聯製造以下裝備：
- 37公厘反戰車炮
- 76公厘高射炮
- 150公厘步兵炮
- 152公厘榴彈砲
- 20公厘自動防空機砲
- 37公厘自動防空機砲

此項合約價值112.5萬美元，萊因金屬隨後提供了測試樣品，設計圖，以及部分配件給蘇聯進行分析生產，這些裝備有些蘇聯進行生產，有些分析後即放棄，如防空機槍；而德國籍由這些販售這些原型裝備給蘇聯進行測試的成果對兵器設計進行修改，在日後軍備重建時得以立刻製造出符合軍方要求且性能優良的產品。
這分合約中，萊茵金屬提供了12門原型反戰車炮、完整的製造設計圖、以及生產粗胚供蘇聯進行分析、測試製造，由外觀可以很明顯判斷此裝備為PAK 35/36反戰車炮的原型，蘇聯隨後按照設計圖自製該構型的反戰車炮，這批裝備稱為1930年型(1-K) 37公厘反戰車炮（俄文：37-мм противотанковая пушка образца 1930 года (1-К)）。

## 生產以及評價
此款火炮由第八火炮工廠（加里寧工場）生產，由於生產工藝的落後以及生產技術的修改，此款火炮生產速度並不迅速，1931年底才生產了255門──但沒有一門通過測試，通通報廢。1932年生產了404門，1933年生產了105門，隨後因為1932年型45公厘(19-K)反戰車炮的服役，此款火炮就此停產。
(1-K)反戰車炮的設計時間點處於機械化和獸力運輸的中介點，因此整體設計並存著新穎與保守。火炮裝設在無懸吊裝置的木輪炮架上，採用具半自動閉鎖功能的水平滑楔式炮栓、液壓彈簧複合式制退復進機，搭配視野 12° 的直管瞄準鏡，僅可進行直射。
除了拖曳版本以外，此款火炮也安裝在BT-2輕戰車上，戰車炮版本炮身增加至60倍徑，稱之為B-3(5-K)型37公厘戰車炮。
對蘇聯而言，此款反戰車炮是第一款製造的正規反戰車武器，其中設計以及生產都帶給蘇聯很大的啟示，30年代蘇聯發展的反戰車炮都有此款裝備的影子，日後開發的45公厘款式皆是由此型火炮放大設計而成；整體來說，此款火炮的設計非常優秀，緊緻的設計也便於轉換陣地，但是因為缺乏懸吊裝置無法進行機械化運動，生產質量過差以及口徑不足（對蘇聯而言）導致穿甲力不足、準度不佳，因此很快的就被放大設計的45公厘款式所取代。

## 使用國家
苏联：
1930年型37公厘反戰車炮為蘇聯紅軍首批服役的反戰車炮，全數在訓練單位服役，1936年1月1日的統計，當時506門反戰車炮中有422門在使用中，53門等待修理，28門用於訓練，3門報廢，在45公厘反戰車炮服役之後這些武裝大多被轉移至庫存或是訓練設施使用。
 中華民國：
1937年8月21日，中華民國與蘇聯簽訂了中蘇互不侵犯條約，1938年起蘇聯對中華民國提供了2.5億美金的低利借貸用於購買蘇聯軍火以及戰爭物資，至少380門的1930年型反戰車炮以每門1330美元的代價售予中華民國，並編入獨立炮兵53、54、55團以及部份軍級直屬戰防炮營。不過當時接收這些火炮的接收人員回憶此批裝備已經過度磨損，精度不佳，但是對於無法取得外援的國民革命軍而言算是救急用品，可以與PAK35/36共用的炮彈對於後勤也有足夠便利性，這批火炮服役至抗戰結束才被美製的M3反坦克炮給取代。

## 彈種穿甲能力
| 彈種       |         |              |                |                      |              |
| 彈藥種類   | 型號    | 重量（公斤） | 彈頭重量（克） | 炮口初速（公尺／秒） | 射程（公尺） |
| 破甲榴彈   |         |              |                |                      |              |
| 破甲榴彈   | M-160   | 0,66         | 9              | 820                  | 5,600        |
| 高速穿甲彈 |         |              |                |                      |              |
| 穿甲彈     | O-160   | 0,645        | 22             | 825                  | 5,750        |
| 榴霰彈     |         |              |                |                      |              |
| 霰彈       | Sch-160 | 0,928        | 30顆子彈頭     |                      |              |
| 霰彈       | Sch-160 | 0,950        | 50顆子彈頭     |                      |              |

| 穿甲能力                                                                                          |                                |                               |
| B-160穿甲彈                                                                                       |                                |                               |
| 距離（公尺）                                                                                      | 裝甲板傾斜角30度，穿甲單位公厘 | 裝甲板傾斜角0度，穿甲單位公厘 |
| 300                                                                                               | ?                              | 30                            |
| 500                                                                                               | 20 ?                           | 25 ?                          |
| 800                                                                                               | ?                              | 20 ?                          |
| 此數據為蘇聯裝甲測試結果（滲碳量75%），與西方國家反戰車炮貫穿力有異，無法與西方戰防炮數據並列相比 |                                |                               |